# Microcos pearsonii
Microcos pearsonii är en malvaväxtart som först beskrevs av Elmer Drew Merrill, och fick sitt nu gällande namn av Karl Ewald Maximilian Burret. Microcos pearsonii ingår i släktet Microcos och familjen malvaväxter. Inga underarter finns listade i Catalogue of Life.